# Prawo konstytucyjne
Prawo konstytucyjne (także: „prawo polityczne” z fr. droit politique; „prawo państwowe” z niem. Staatsrecht) – zespół norm prawnych regulujących ustrój polityczny, społeczny i gospodarczy państwa albo zespół norm zawartych w konstytucji („prawo konstytucji”).
Nazwa „prawo polityczne” pochodzi z tytułu książki J.J. Rousseau Umowa społeczna. Zasady prawa politycznego. Definicja „prawa politycznego” była identyczna z zaprezentowaną wyżej definicją prawa konstytucyjnego. Obecnie w większości państw stosuje się nazwę „prawo konstytucyjne”. Do ważniejszych wyjątków należą Niemcy i Austria, gdzie stosuje się pojęcie „prawo państwowe”. W ramach prawa konstytucyjnego wyróżnia się prawo parlamentarne, które reguluje kompetencje, organizację i tryb działania parlamentu (szersze ujęcie) albo regulamin parlamentu (węższe ujęcie).

## Źródła prawa konstytucyjnego
Podstawowym źródłem prawa konstytucyjnego jest konstytucja; jej postanowienia znajdują rozwinięcie w szeregu ustaw. Najczęściej ma ona postać jednego aktu prawnego, może mieć też kształt kilku aktów tej samej rangi. Sytuacja taka miała miejsce w Polsce od września 1992 do przyjęcia Konstytucji Rzeczypospolitej Polskiej (1997); innym przykładem jest ustrój polityczny Wielkiej Brytanii, w której porządku prawnym nie ma jednolitego aktu tej rangi, zaś treść konstytucji wywodzi się z szeregu aktów prawnych powstałych na przestrzeni wieków, m.in. z Magna Charta Libertatum (1215), Act of Settlement (1701).
W demokratycznym państwie prawa przyjmuje się wymóg zgodności wszystkich aktów prawnych z konstytucją. Jest to wynikiem przyjętej hierarchii aktów prawnych, zgodnie z którą każda ustawa musi być zgodna z konstytucją (zasada konstytucyjności), zaś każde rozporządzenie wykonawcze nie może być sprzeczne z ustawą i konstytucją (zasada legalności).
Pozostałymi źródłami prawa konstytucyjnego są ustawy (w tym ustawy organiczne), akty władzy wykonawczej o mocy ustawy (dekrety, rozporządzenia z mocą ustawy, ordonanse), regulaminy parlamentarne, a także niektóre źródła prawa międzynarodowego (w tym źródła prawa ponadnarodowego, np. prawa Unii Europejskiej). W niektórych państwach do tego katalogu zalicza się także zwyczajowe prawo konstytucyjne (w tym zwyczaje konstytucyjne i precedensy prawotwórcze).